# Poedozj
 Poedozj (Russisch: Пудож; Fins: Puutoinen) is een stad in de Russische autonome republiek Karelië. De stad ligt 352 km ten oosten van Petrozavodsk, aan de oevers van de rivier de Vodla.
Poedozj werd het eerst vermeld in 1382 als de nederzetting Poedoga en werd later Pogost Poedosjski genoemd. De stadsstatus werd in 1785 verkregen.
Bestuurlijk centrum: Petrozavodsk

Belomorsk · Kem · Kondopoga · Kostomoeksja · Lachdenpochja · Medvezjegorsk · Olonets · Pitkjaranta · Poedozj · Segezja · Soeojarvi · Sortavala